# ساحة تولستوي
تقع ساحة تولستوي (بالروسية: Площадь Толстого) في مقاطعة بروليتارسكي بمدينة روستوف على الدون في روسيا.
تعد ساحة تولستوي واحدة من المناطق الأربع في مدينة روستوف، المحيطة بسوق ناختشيفان.  ويبلغ طولها حوالي 350 مترًا.

## تاريخ
حتى عام 1908، كانت الساحة تسمى مركز الشرطة، ومنذ عام 1908 حتى الوقت الحاضر، أصبحت تحمل اسم ليو تولستوي وتمت تسميتها بمبادرة من مجلس مدينة ناخيتشيفان تكريما للذكرى السنوية الثمانين للكاتب الشهير.
في الساحة، كانت هناك كنيسة باسم الأمير المقدس ألكسندر نيفسكي، وهي كنيسة أرثوذكسية بنيت في عام 1896 ودمرت في عام 1937.